# Albugnano
Albugnano là một đô thị ở tỉnh Asti vùng Piedmont thuộc Ý, nằm ở vị trí cách khoảng 20 km về phía đông của Torino và khoảng 25 km về phía tây bắc của Asti. Tại thời điểm ngày 31 tháng 12 năm 2004, đô thị này có dân số 486 người và diện tích là 9,5 km².
Albugnano giáp các đô thị: Aramengo, Berzano di San Pietro, Castelnuovo Don Bosco, Moncucco Torinese, Passerano Marmorito và Pino d'Asti.

## Quá trình biến động dân số

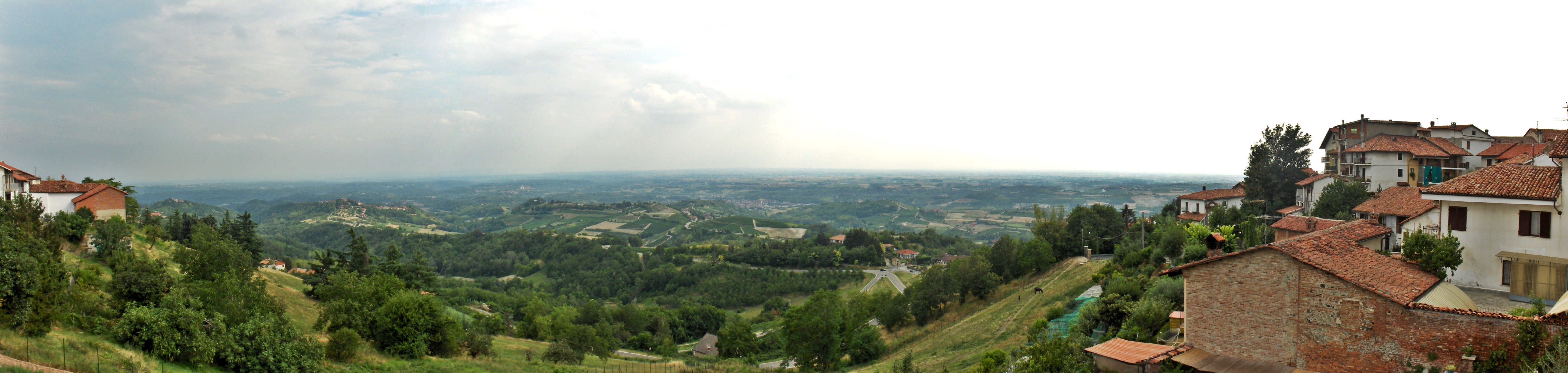
Albugnano, 24/7/2006.